# Канюк, Юрий Игоревич
Юрий Игоревич Канюк (укр. Юрій Ігорович Канюк; 13 февраля 1995, Николаев — 23 мая 2022, Яковлевка) — украинский военнослужащий, старший лейтенант, участник российско-украинской войны. Герой Украины (8 июля 2023, посмертно).

## Биография
С началом полномасштабного российского вторжения в 2022 году Канюк вступил в ряды ВСУ и был направлен на восточный фронт. В апреле того же года получил осколочное ранение ноги в результате артиллерийского обстрела, однако после кратковременного лечения вернулся на передовую.
23 мая 2022 года погиб в бою в районе населённого пункта Яковлевка Бахмутского района Донецкой области.
Похоронен в родном городе Николаев Львовской области.

## Награды
- Звание «Герой Украины» с удостоением ордена «Золотая Звезда» (8 июля 2023, посмертно) — за личное мужество и героизм, проявленные в защите государственного суверенитета и территориальной целостности Украины, верность военной присяге[3].
- Орден «За мужество» III степени (4 марта 2022) — за личное мужество и самоотверженные действия, проявленные в защите государственного суверенитета и территориальной целостности Украины, верность военной присяге[4].